# Pepper (film)
Pour les articles homonymes, voir Pepper.
Pour plus de détails, voir Fiche technique et Distribution.
Pepper est un film américain en noir et blanc réalisé par James Tinling, sorti en 1936.

## Synopsis
L'espiègle petite Pepper Jolly est la chef d'une bande d'enfants des rues. Elle entre dans la vie de John Wilkes, un vieux millionnaire pingre et grincheux mais philanthrope. L'enfant bouleverse sa vie avec ses manèges et ses aventures. Pepper échafaude bientôt un plan pour empêcher la fille du vieux Wilkes de commettre l'erreur de sa vie en épousant un faux aristocrate étranger.

## Fiche technique
- Titre : Pepper
- Réalisation : James Tinling
- Scénario : Lamar Trotti, Jefferson Parker, Murray Roth
- Photographie : Daniel B. Clark
- Montage : Fred Allen
- Musique : Heinz Roemheld (non crédité), David Klatzkin
- Costumes : Vera West
- Direction artistique : Duncan Cramer
- Producteur : John Stone
- Société de production et de distribution : 20th Century Fox
- Pays de production :  États-Unis
- Langue originale : anglais américain
- Format : noir et blanc — 35 mm — 1,37:1 — son : mono (Western Electric Noiseless Recording)
- Genre : comédie familiale
- Durée : 95 minutes
- Dates de sortie :
  - États-Unis : 8 août 1936
  - France : 2 octobre 1936

## Distribution
- Jane Withers : Pepper Jolly
- Irvin S. Cobb : John Wilkes
- Slim Summerville : oncle Ben Jolly
- Dean Jagger : Bob O'Ryan
- Muriel Robert : Helen Wilkes
- Ivan Lebedeff : Baron Von Stofel
- George Humbert : Socrates
- Maurice Cass (en) : le docteur
- Romaine Callender (en) : Butler
- Tommy Bupp : Jimmy
- Carey Harrison : Footman
- Reginald Simpson (en) : le chauffeur